# Hugin (program)
Hugin – program graficzny, służący głównie do łączenia kilku zdjęć w jedno oraz dokonywania korekt perspektywy.
Hugin jest wolnym oprogramowaniem, rozprowadzanym na licencji GNU GPL. Program dostępny jest na wielu platformach systemowych (Windows, Linux, OS X, BSD), a także w wielu wersjach językowych, w tym również w polskiej.

## Obsługa
Łączenie jest możliwe, gdy używa się kilku nakładających się zdjęć zrobionych z tego samego miejsca. Następnie należy utworzyć punkty kontrolne pomiędzy obrazami, dzięki czemu mogą zostać przetransformowane i złączone w jeden większy obraz. Program umożliwia automatyczne tworzenie punktów kontrolnych, optymalizacje transformacji oraz korekcje ekspozycji. W czasie pracy można podejrzeć wynik w okienku podglądu, a gdy obraz wydaje się wystarczająco dobry, można uruchomić proces, który stworzy i zapisze obraz na dysku.

## Możliwości
Hugin i zestaw oprogramowania z nim zawarty może posłużyć do:
- łączenia nakładających się obrazów w celu uzyskania:
  - panoramy
  - szerokiego zakresu jasności
  - małych szumów matrycy przy wysokiej czułości
  - dużej głębi ostrości
  - dużej rozdzielczości
  - panoramy sferycznej
- korekcji zdjęć i obrazów które mają zniekształcenia perspektywy
- szukania i optymalizowania punktów kontrolnych między obrazami
- wykonywania obrazów różnych odwzorowań, m.in. rzutu cylindrycznego, stereograficznego
- zaawansowanych korekcji fotometrycznych obrazów i łączenia obrazów z szerokim zakresem jasności

## Galeria

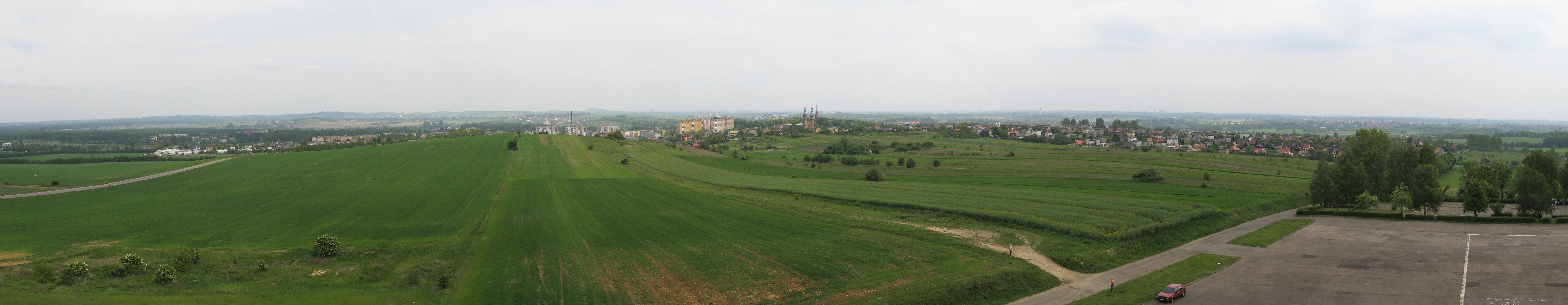
Panorama Piekar Śląskich złożona z dziewięciu indywidualnych zdjęć przy pomocy programu Hugin

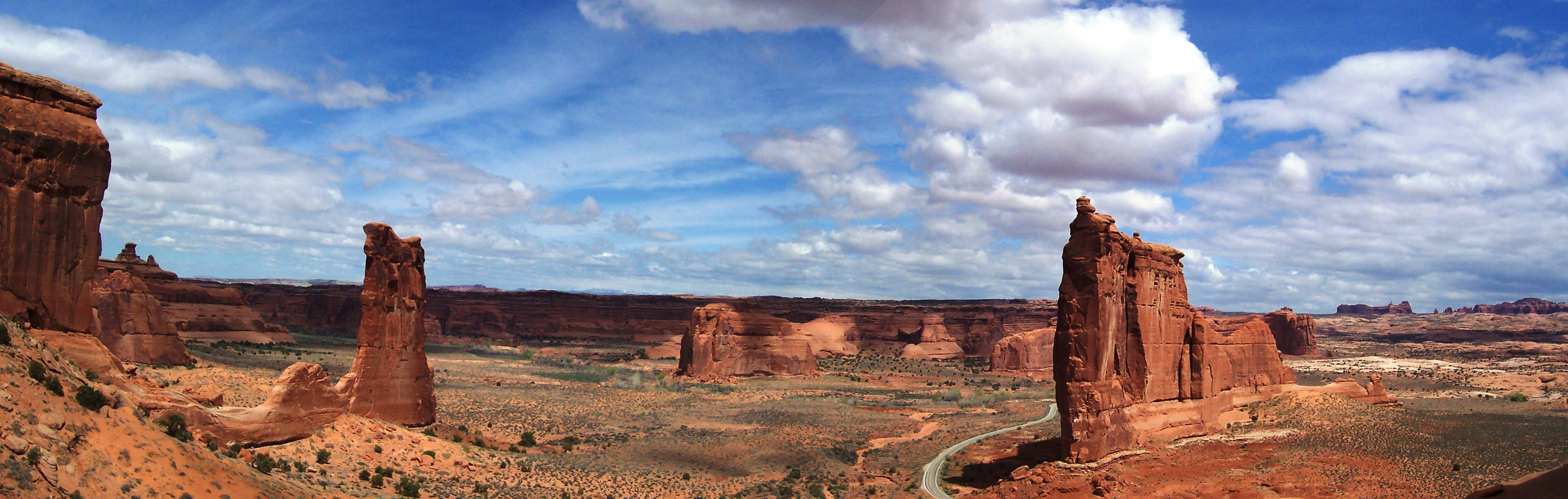
Wieża Babel w Parku Narodowym Arches w stanie Utah, USA. Panorama złożona przy pomocy programu Hugin.

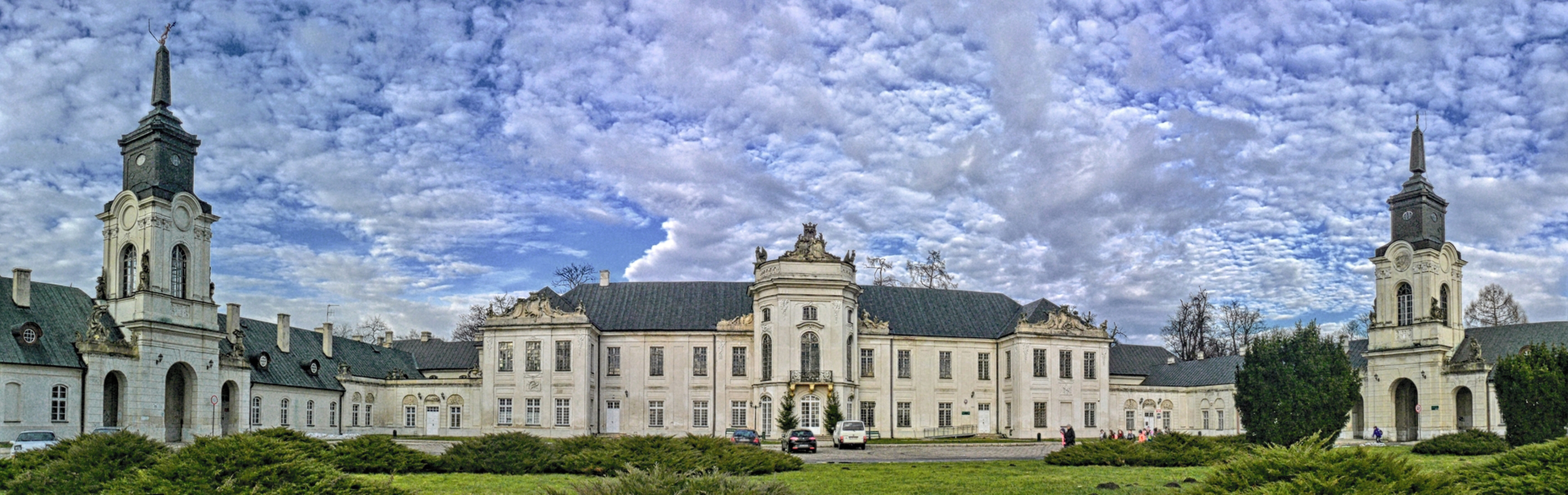
Dziedziniec pałacu Potockich w Radzyniu Podlaskim. Panorama złożona przy pomocy Hugina